# 塞雷丁基
49°28′36″N 25°29′34″E / 49.47667°N 25.49278°E
塞雷丁基（羅馬化：Seredynky）是烏克蘭的村落，位於該國西部捷爾諾波爾州，由捷爾諾波爾區負責管轄，面積0.75平方公里，2001年人口216，人口密度每平方公里288人。